# 凱德商用
凱德商用產業有限公司（英語：CapitaMalls Asia Ltd.，新交所除牌時JS8、港交所除牌時6813.HK），簡稱凱德商用（CMA），旧称嘉德商用產業有限公司（CapitaLandRetail Ltd.），是凯德集团，旧称嘉德置地，旗下之公司。
凱德商用的主要業務是在新加坡、中國、馬來西亞、日本及印度發展商業地產項目开发、运营、资产管理及资金管理等。于2004年成立。其母公司凯德集团持有其65.48%的股權。

## 歷史

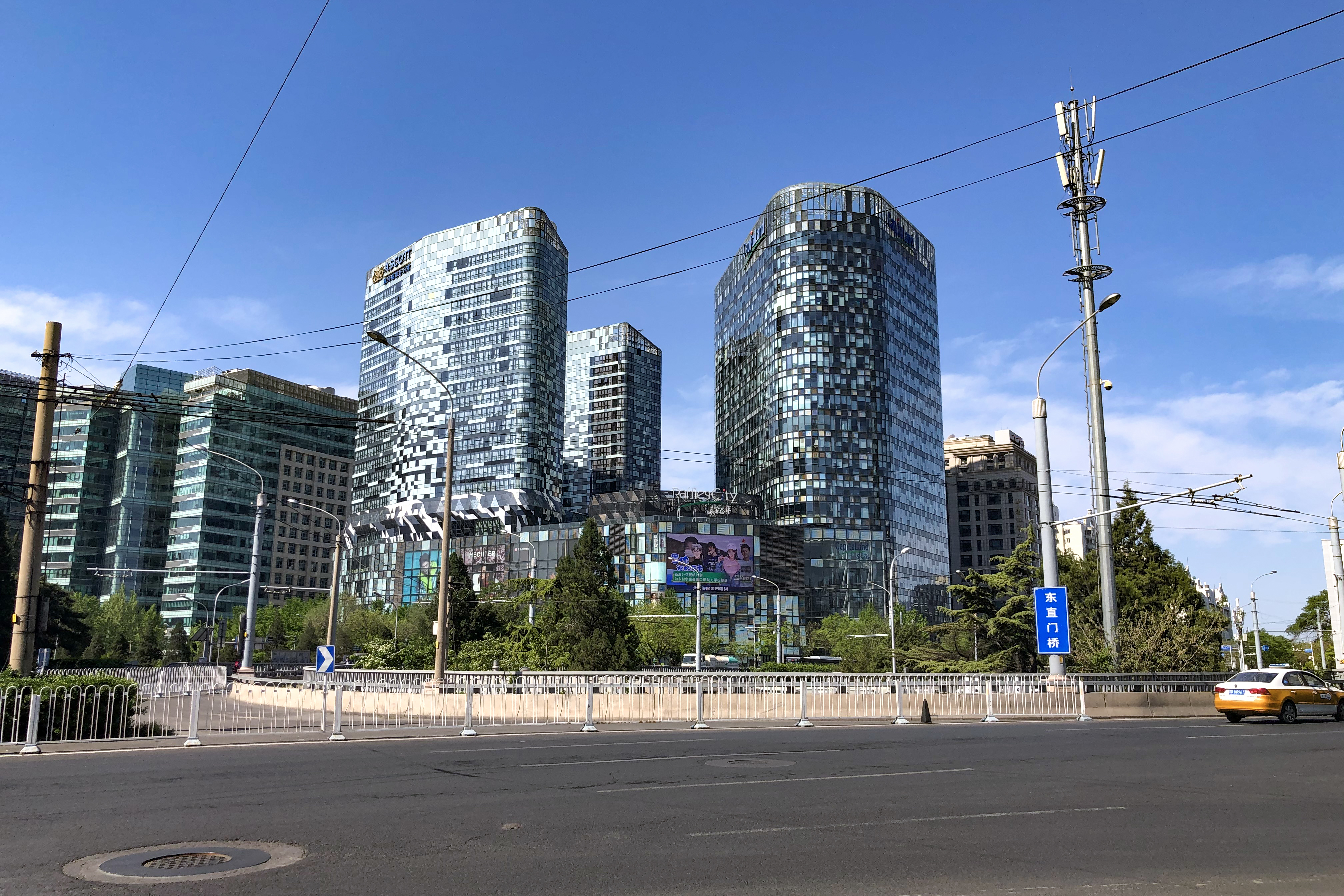
北京来福士中心

2009年11月，凯德集团分拆凱德商用產業上市，以每股發行價2.12新加坡元，总共集資20.2億新加坡元。2011年3月，凱德商用宣佈計劃到香港交易所作第二上市。
2011年9月30日，凱德商用公告以介紹形式來港第二上市的詳情，每手股數1000股，在10月18日於香港交易所上市。這項地區包括新加坡、日本、馬來西亞、中國等地區。物業資產包括ION Orchard、狮城大厦、新加坡来福士城、克拉码头、凯德MALL·西直门、凯德MALL·望京、北京来福士中心、上海來福士廣場、马来西亚槟城的合您广场、日本东京的Vivit Square、印度班加罗尔的Forum Value Mall等。
2011年11月，凱德商用聯同其母公司凯德集团及淡馬錫控股以65.36億元人民幣投得中國直辖市之一的重慶市渝中區朝天門之地皮。
2012年2月，凱德商用13億港元增持東京、大阪及神户三家購物中心的餘下73.71％股份。
2012年7月29日凱德商用斥資228億日圓（折合約22.284億港元）向順景房產基金收購位於日本東京錦系町的Olinas Mall，總建築面積達58.3萬呎，可出租面積為38.1萬方呎，相當於每方呎收購價5848港元，租金回報率逾6厘。
2012年9月28日凱德商用、凯德集团及星橋控股聯同出席舉行位于重慶市渝中區朝天門的重慶來福士廣場之開工典禮。该項目總開發成本為211億元（人民幣258億港元）。凯德集团及凱德商用各持该項目25%有效權益，星橋控股则持有30%之有效權益，餘下20%之其他股權则由其他控股方持有。
2013年7月，凱德商用以17.4億元人民幣向中國首都機場地產集團有限公司收購首地大峽谷購物中心。
2013年11月，凱德商用以21.91億元向綠地集團收購廣州白雲綠地中心零售部分二期商用物業。
2014年6月，凱德集團旗下全資附屬公司Sound Investment Holdings以每股2.35新元私有化凱德商用。
2018年1月4日凱德商用以83.65億元人民幣，出售位於內地20家購物中心項目公司的100%股權並承接相應的負債，涉及總建築面積約95萬平方米給萬科集團的商業地產平台印力和在香港上市的萬科企業等

## 旗下物業
- 日本物業：Chitose Mall, Coop Kobe Nishinomiya Higashi, Ito Yokado Eniwa, Izumiya Hirakata, La Park Mizue, Narashino Shopping Centre, Olinas Mall, Vivit Minami-Funabashi
- 印度物業：Cochin Mall, Forum Value Mall, Graphite India, Hyderabad Mall, Jalandhar Mall, Mangalore Mall,  Mysore Mall, Nagpur Mall, The Celebration Mall
- 馬來西亞物業：合您廣場, 金河廣場, 東海岸購物中心, 綠野購物中心, Queensbay Mall

## 相關
- 不動產投資信託
- 東南亞
- 新加坡交易所
- 母公司: 淡馬錫控股 及 Raffles Holdings
- 美國國際集團大廈 的大業主及發展商之一
- 凯德集团 本集團母公司
- 凱德商用新加坡信託
- 凱德商用中國信託

## 外部連結
- 凱德商用產業公司 官方網站
- 凱德商用產業公司 中文官方網站
- 凯德集团 官方網站（页面存档备份，存于）
- 凯德集团 中文官方網站（页面存档备份，存于）
- Olinas Mall（页面存档备份，存于）